# Kostel svaté Kateřiny (Chouč)
Římskokatolický hřbitovní, filiální kostel svaté Kateřiny v Chouči je gotická sakrální stavba stojící na východním okraji zástavby obce v Českém středohoří. Od roku 1964 je kostel chráněn jako kulturní památka.

## Historie

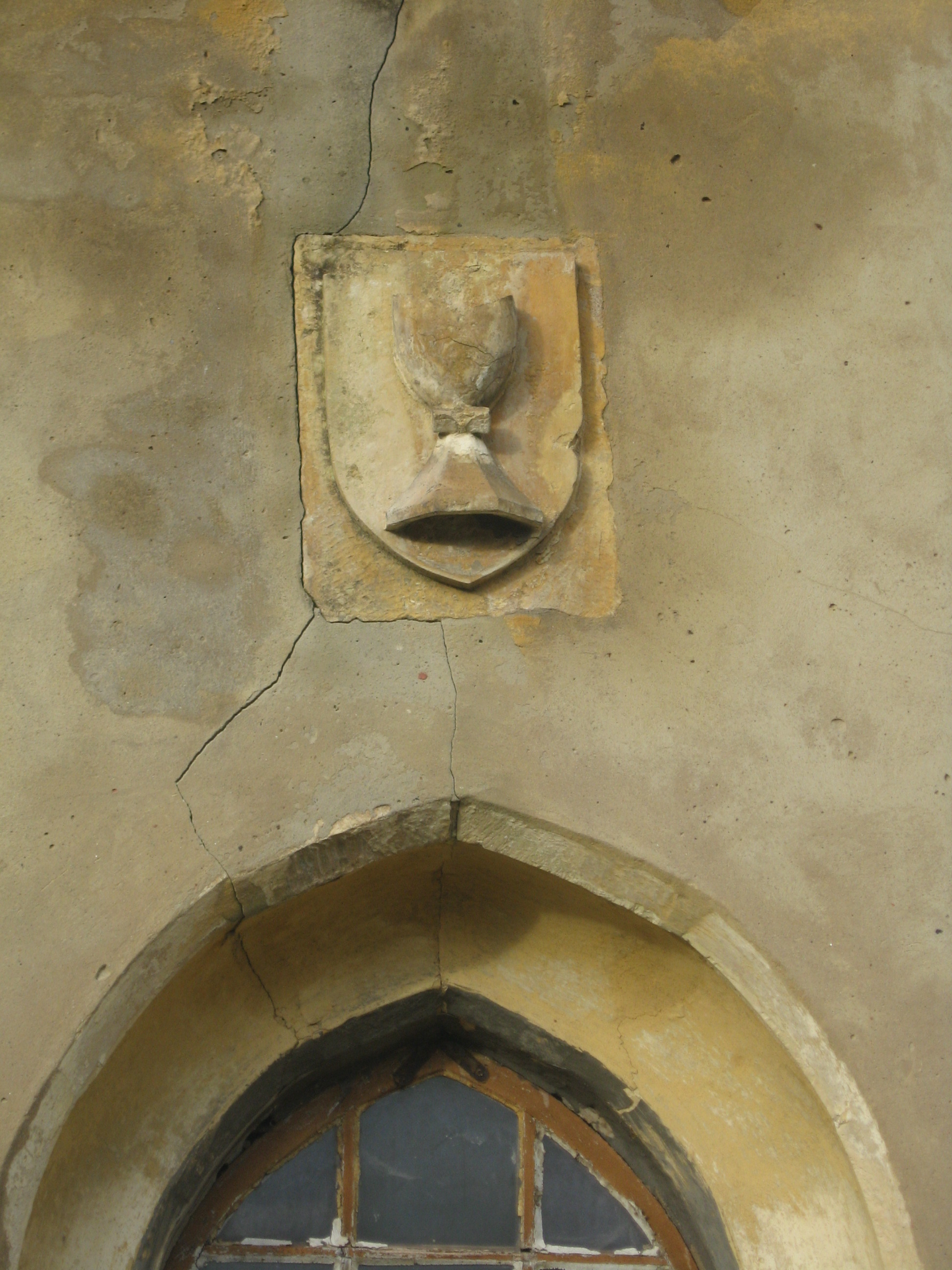
Kalich z 15. nebo 16. století na přesbytáři kostela v Chouči

Kostel je původně ze 14. století. Z původní stavby se zachoval presbytář a krátký navazující úsek lodi. Naposledy byl stavebně upravován v roce 1904. Kostel je v havarijním stavu.

## Architektura
Jedná se o jednolodní, obdélnou stavbu s polygonálním presbytářem, s opěráky a hrotitými okny. Na západním štítem má oplechovanou hranolovou sanktusovou vížku. Portál v průčelí kostela je lomený, nově obložený. Všechna okna jsou hrotitá, bez kružeb. Na severním boku presbytáře hranolová sakristie. Presbytář i loď jsou zesíleny odstupňovanými opěráky. Nad závěrovým osovým oknem je zvenčí reliéf kalicha.
Loď s novou kruchtou má plochý strop. Presbytář je sklenut jedním polem křížové žebrové klenby a paprsčitým závěrem. Na svornících klenby presbytáře je reliéf hlavy Krista a čtyřlisté růže.

## Zařízení
Hlavní oltář s postranními brankami a novějším obrazem je raně barokní. Pochází z poslední čtvrtiny 17. století. Oltář sv. Antonína Paduánského a kazatelna pochází z konce 17. století. Na kazatelně se nachází o novější obraz. Oltář Svaté rodiny je z 19. století. Některé jeho použité části oltáře jsou však barokní. Obraz Krista na kříži je signován „Thomas Widman 1721“. Kamenná křtitelnice je pozdně gotická. Je však opatřena barokním víkem.

## Zvony
V průčelní západní věži se dnes nachází pouze jeden litinový zvon jednoduchého tvaru bez ozdob. Je zavěšen na ocelovém závěsu. Pod ním je opuštěná dřevěná hlava z velkého zvonu.

## Okolí kostela
Kostel je obklopen zanedbaným hřbitovem, vymezeným kamennou zdí, prolomenou zřejmě renesanční branou.